# Windowbox

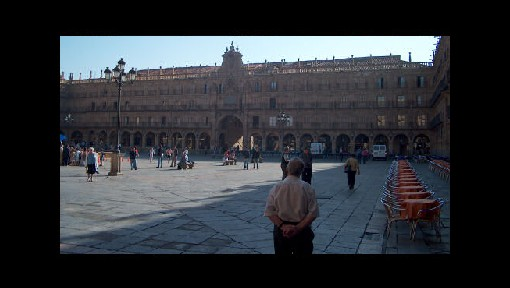
Przykład efektu windowbox

Windowbox – jedna z technik adaptowania jednych formatów obrazu na inne. Efekt windowbox powstaje gdy letterbox i pillarbox występuje jednocześnie, np. gdy obraz 16:9 rozszerzony o czarne pasy do formatu letterbox wyświetlany jest na ekranie 16:9. Rezultatem jest wyśrodkowany, pomniejszony kadr otoczony czarną ramką. Zaletą wykorzystania techniki windowbox jest zachowanie właściwych proporcji obrazu źródłowego, bez rozciągania czy ucinania fragmentów kadru. Wadą takiego rozwiązania jest z kolei niepełne wykorzystanie powierzchni ekranu.